# دونالد ای. توماس
دونالد اِی. توماس (به انگلیسی: Donald A. Thomas) فضانورد اهل کشور ایالات متحده آمریکا است. که در ۶ مهٔ ۱۹۵۵ میلادی در کلیولند، اوهایو زاده شد. وی در مأموریت اس‌تی‌اس-۶۵، اس‌تی‌اس-۷۰، اس‌تی‌اس-۸۳، اس‌تی‌اس-۹۴ حضور داشته است.